# Frassökning
Frassökning används för att söka på ett begrepp som består av mer än ett ord i en databas. Frassöking innebär att genom att orden sätts inom citattecken, t.ex. "heart rate". Det genererar träffar där heart och rate står bredvid varandra i exakt den ordningen. Frassökning är ett sätt att begränsa en sökning.